# John Paul Sr.
John Lee Paul, né Hans-Johan Paul le 3 décembre 1939 aux Pays-Bas, est un pilote automobile américain sur circuits à bord de voitures de sport type Grand Tourisme et Sport-prototypes essentiellement.

## Biographie
Il émigre aux États-Unis en 1956 avec sa famille. Dès 1960 -à 21 ans- il finit deuxième sur le Continental Divide Raceway (en) de Castle Rock avec une Porsche 550 Spyder (victoire en groupe FM).
Il commence sa carrière de compétiteur de façon suivie à la fin des années 1960 (de 1968 à 1971, terminant au passage parmi les dix premiers des 6 Heures de Watkins Glen en 1969), avec cinq années d'interruption entre 1972 et 1976 alors qu'il commence à vivre sur un bateau. En 1980 il commence son partenariat sur les pistes avec son propre fils John Paul Jr..
Il participe à trois reprises aux 24 Heures du Mans, en obtenant la victoire de catégorie IMSA GTX en 1978 et la cinquième place au général alors associé à son chef d'écurie Dick Barbour et à l'Anglais Brian Redman sur Porsche 935 Turbo (puis 9e en 1980 en étant deuxième de catégorie IMSA, entre autres avec son fils).
Il dispute sa dernière course en février 1983 lors des 24 Heures de Daytona, avant de défrayer la chronique des faits divers puis de disparaitre en bateau au mois de décembre 2000.

## Palmarès

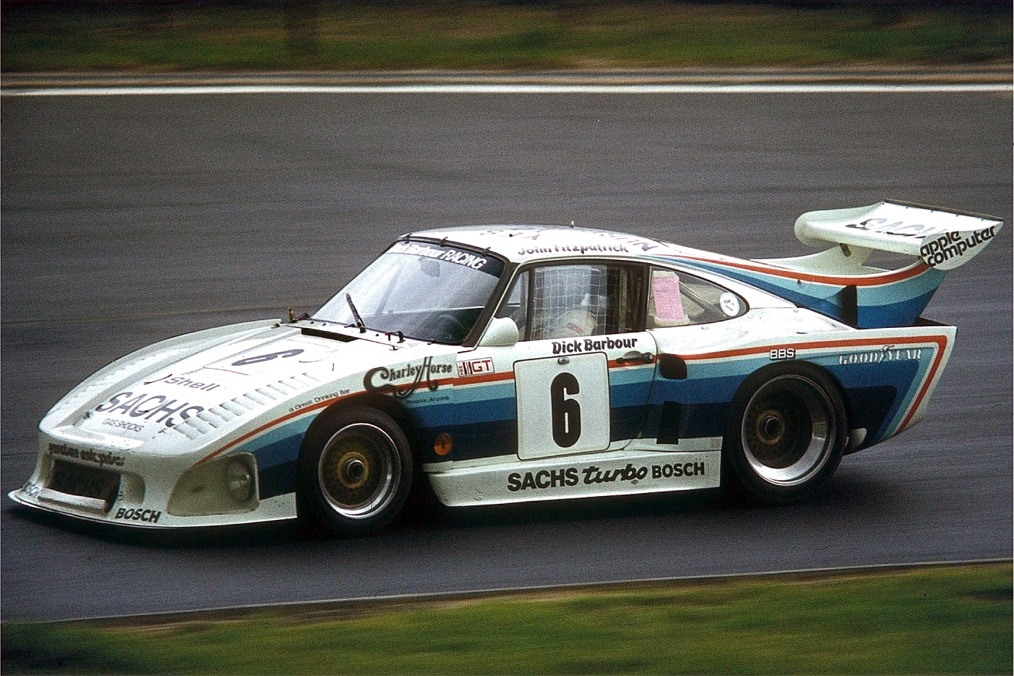
Une Porsche 935 en course (ici Dick Barbour en 1980).

- Deux Challenge mondial des pilotes d'endurance: 1978 (sur Porsche Carrera RSR, Porsche 935 et Mazda RX-2[1] et 1980 (sur Porsche 935 K3 et Mazda RX-3)[2], avec le JLP Racing de Lawrenceville (Géorgie) (trois éditions de ce challenge furent disputées, la deuxième étant remportée par l'américain Don Whittington en 1979 avec Dick Barbour pour dauphin);
- Trans-Am Series de catégorie 2 en 1979, sur Porsche 935 (6 victoires);
- Champion Northeast Regional Sports Car Club of America SCCA en 1968; 
  - 3e du Champion IMSA GT en 1982, sur Porsche 935 (6e en 1978, championnat auquel il participe de 1977 à 1983, le titre 1982 étant remporté par son fils);

## Victoires
(6 en IMSA GT)
- 1978 : victoire de classe aux 12 Heures de Sebring (4e au général, ainsi qu'aux 24 Heures de Daytona 6 semaines auparavant);
- 1978 : 6 Heures de Daytona sur Mazda RX-2;
- 1979 : Trans-Am : victoires à Mexico, Westwood, Portland, Watkins Glen, Mosport et Trois-Rivières, sur Porsche 935;
- 1980 : 1 Heure 30 de Lime Rock sur Porsche 935 avec son fils;
- 1980 : 500 miles "Road America" sur Porsche 935 avec son fils;
- 1981 : 500 miles de Pocono (IMSA GT) sur Porsche 935 avec son fils;
- 1982 : 24 Heures de Daytona (IMSA GT) sur Porsche 935 avec son fils et Rolf Stommelen;
- 1982 : 12 Heures de Sebring (IMSA GT) sur Porsche 935 avec son fils;
- 1982 : 500 kilomètres de Charlotte (IMSA GT) sur Porsche 935 avec son fils;
- 1982 : 6 Heures de Mosport (IMSA GT) sur Porsche 935 avec son fils;
- 1982 : 500 kilomètres Road Atlanta (IMSA GT) sur Porsche 935 avec son fils.

(Nota Bene: également deuxième des 24 Heures de Daytona et quatrième des 12 Heures de Sebring en 1981 avec Al Holbert sur Porsche 935)